# アクタイオンの死
『アクタイオンの死』（伊: La morte di Atteone, 英: The Death of Actaeon）は、イタリア、ルネサンス期の巨匠ティツィアーノ・ヴェチェッリオが1559年頃から死去する1576年まで制作した絵画である。油彩。主題はギリシア神話の有名なエピソードである女神アルテミス（ローマ神話のディアナ）とテーバイの王族アクタイオンの物語から取られている。スペイン国王フェリペ2世のために制作された大規模な神話画連作《ポエジア》の1つとして制作されたが、結局フェリペ2世に届けられることはなかった。ティツィアーノの死後、絵画はハミルトン公爵ジェイムズ・ハミルトン、大公レオポルト・ヴィルヘルム・フォン・エスターライヒ、クリスティーナ女王、オルレアン・コレクションに所属した。現在はロンドンのナショナルギャラリーに所蔵されている。

## 主題

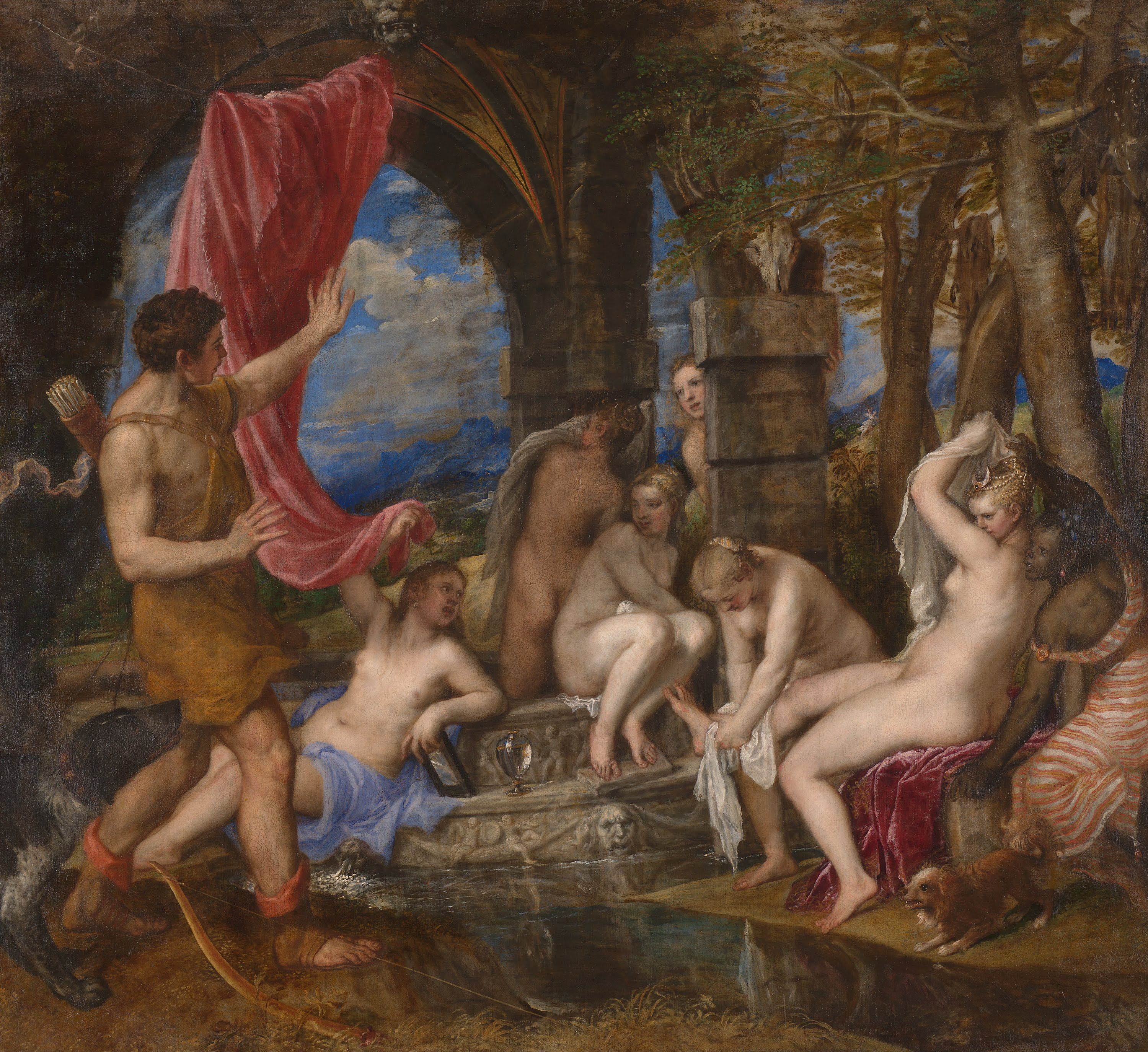
アクタイオンがディアナの水浴を目撃した瞬間を描いた『ディアナとアクタイオン』。

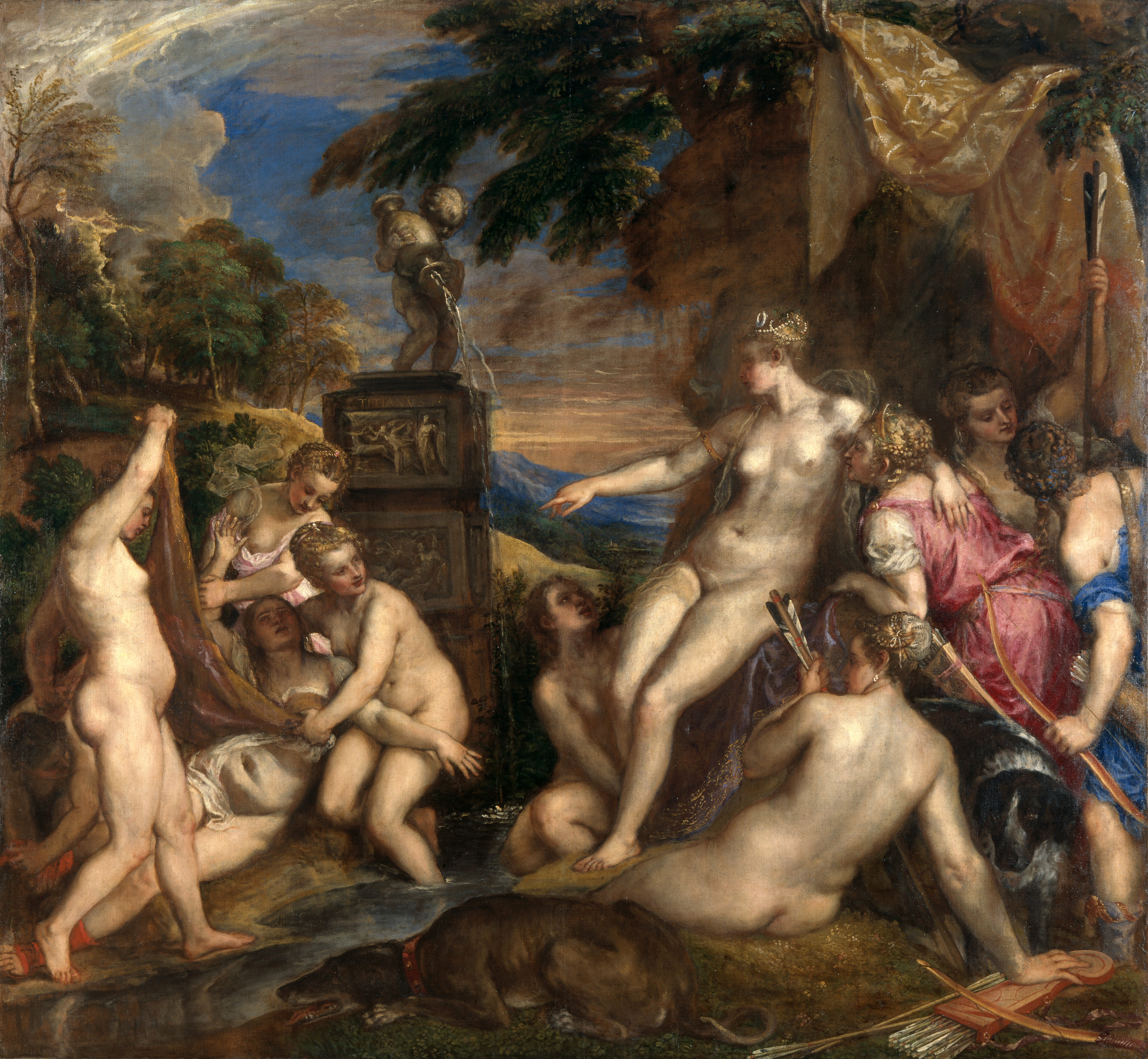
ディアナに罰せられるカリストを描いた『ディアナとカリスト』。

古代ローマの詩人オウィディウスの『変身物語』によると、あるときアクタイオンはキタイロン山のガルガピアの谷間で仲間たちと猟犬を率いて狩りをした。しかしガルガピアの谷間はアルテミスに捧げられた聖域であり、ちょうど谷の一番奥まった場所にある洞窟の泉で狩りに疲れたアルテミスが従者のニンフたちとともに水浴びをしていた。そうとも知らずにアクタイオンは洞窟に入っていき、入浴しているアルテミスの裸体を目撃してしまった。怒った女神は泉の水をすくってアクタイオンにかけ、女神の裸を見たと言いふらすことが出来ないようにシカの姿に変えた。すると瞬く間にアクタイオンの頭から角が生え、耳がとがり、両手が前脚になった。逃走したアクタイオンは水面に映った自分の姿に驚いたが、口からはうめき声しか出てこなかった。彼はテーバイに帰るべきか、森に隠れているべきか迷っているうちに、猟犬たちに見つかって一斉に噛みつかれた。狩り仲間たちは猟犬をけしかけながらアクタイオンの姿を探したが、今狩ろうとしているシカがアクタイオンだとは気づかなかった。ディアナの怒りはアクタイオンが猟犬に食い殺されるまで消えることはなかった。

## 制作経緯
『アクタイオンの死』はおそらく1559年6月にティツィアーノがスペイン国王フェリペ2世に宛てた手紙の中で『猟犬に傷つけられたアクタイオン』（Actaeon mauled by hounds）と呼んでいる、制作を開始し完成させたいと述べた2枚の絵画のうちの1枚である。この作品は『変身物語』に触発されて1551年にフェリペ2世のために制作を開始し、ティツィアーノ自身が《ポエジア》と呼んだ『ダナエ』（Danae）、『ヴィーナスとアドニス』（Venus e Adonis）、『ペルセウスとアンドロメダ』（Perseo e Andromeda）、『ディアナとアクタイオン』（Diana e Atteone）、『ディアナとカリスト』（Diana e Callisto）、『エウロペの略奪』（Ratto di Europa）を含む大規模な神話画連作に属している。ただし『アクタイオンの死』はフェリペ2世に届けられなかったため、常に連作の1つに数えられるとは限らない。
実際に本作品の大部分はおそらく1570年代に描かれたものだが、部分的に1560年代半ばにさかのぼる可能性がある。ティツィアーノは本作品を納得のいく形に完成させることができなかったらしく、1576年に死去するまで工房に残されていたようである。『マルシュアスの皮剥ぎ』（Flaying of Marsyas）のような他の最晩年のティツィアーノの作品と同様に完成したのかどうかについてはかなり議論されている。『マルシュアスの皮剥ぎ』とは異なり、署名があることはおそらく絵画が完成したことを示しているが、この点については様々な見解がある。

## 作品
ティツィアーノは1556年から1559年に制作した《ポエジア》の1つ『ディアナとアクタイオン』では、オウィディウスの物語に従ってアクタイオンがディアナとニンフたちの水浴の場所に入り込み、女神たちを驚かせてしまう場面を描いている。本作品では『ディアナとアクタイオン』に続いてアクタイオンが女神の激しい怒りによってシカに変えられ、自分の猟犬に食い殺されるという、悲劇的な結末を描いている。
オウィディウスによるとアクタイオンの身体は完全にシカに変身してしまうが、ティツィアーノの描くアクタイオンは変身の過程にあり、いまだ人間の要素が強く残っている。しかしアクタイオンは2本の足で立っているものの、身体は毛皮で覆われ、さらに頭部は角を備えた雄のシカに変わっている。画面左前景ではアクタイオンを追いかけて、弓を構えたディアナの姿がある。ディアナの両手首には宝石で飾られたブレスレットがあり、腰には矢が入った矢筒が下げられている。オウィディウスではディアナ自身がアクタイオーンを追跡し、弓矢で射たとは言及されていないが、他のいくつかの古典文献ではアクタイオンを追いかけている。ティツィアーノは女神が矢を放った瞬間を描いているように見えるが、絵画には矢は描かれておらず、弦も確認できない。ティツィアーノが他の2つの《ポエジア》で描写したように、女神が髪にアトリビュートである小さな三日月の形のアクセサリーを持っていない点は初期の批評家を悩ませた。
ディアナが猟犬とともに狩りをしている、またはアクタイオンが猟犬に襲われていることを示す古代のレリーフや彫刻された宝石、そしていくつかのルネッサンス作品が存在したが、この主題はイタリア美術では稀であり、ティツィアーノは参照する図像を見ないまま制作した可能性がある。
晩年のティツィアーノははるかに自由かつ大胆な技法を用いて、着彩とキャンバスの質感を完全に絵画に取り入れ、本作品が示しているように、絵画の様々な部分を様々な仕上げの状態のままにした。また他の晩年の絵画ではティツィアーノは深い薔薇色と青色の崩れたタッチを追加し、時には指を使って塗ったため、本作品でも同じことをしたかったのではないかと考えられる。ティツィアーノがアクタイオンの下半身をさらに肉付けしたり、ディアナの弓に弦を付けようと考えていた可能性はあるが、他の晩年の絵画ではそうしたディテールを未解決のままにしたらしいため、確信をもって言うことはできない。森の茂みを効果的に表現している前景の黄色い絵具の爆発は、晩年のキャリアに典型的な表現力豊かなタッチと変化に富んだ仕上げの感覚を示している。
空やディアナの狩りの衣装などの顔料の変化や、変色したニスの影響により、絵画は元の色彩よりも単色に見える。

## 来歴
絵画はおそらく1576年にティツィアーノが死去したとき工房にあり、遺産相続人によってヴェネツィアで売却され、おそらく美術史家バルトロメオ・デッラ・ナーヴェの有名なコレクションに属していた。そのほとんどは、1636年から1636年にイングランドの偉大なコレクターの1人である初代ハミルトン公爵ジェイムズ・ハミルトン（当時は侯爵）のために購入された。ハミルトンの義理の兄弟である第2代デンビー伯爵バジル・フィールディングはヴェネツィアの英国大使であり、ハミルトンの大規模購入の手配を手伝った。彼がハミルトンに送った入手可能な絵画のリストには、ティツィアーノの「未完成の雄鹿の姿をしたアドニスを射ているディアナ」（A Diana shooting Adonis in forme of a Hart not quite finished）が含まれている。イングランド内戦で国王軍の司令官であったハミルトンはプレストンの戦いでオリバー・クロムウェルに敗れた後、1649年に捕らえられて処刑された。その後、『アクタイオンの死』は彼のコレクションのほとんどと同様に、1647年から1656年にかけてスペイン領ネーデルラントの知事であるオーストリアの大公レオポルト・ヴィルヘルム・フォン・エスターライヒによって購入された。この絵画はベルギー王立美術館のダフィット・テニールスの『ブリュッセルの画廊における大公レオポルト・ヴィルヘルム』（The Archduke Leopold Wilhelm in his Painting Gallery in Brussels）、およびウェスト・サセックス州ペットワースのペトワース・ハウス、ウィーンの美術史美術館に所蔵されている様々なバージョンに描かれている。

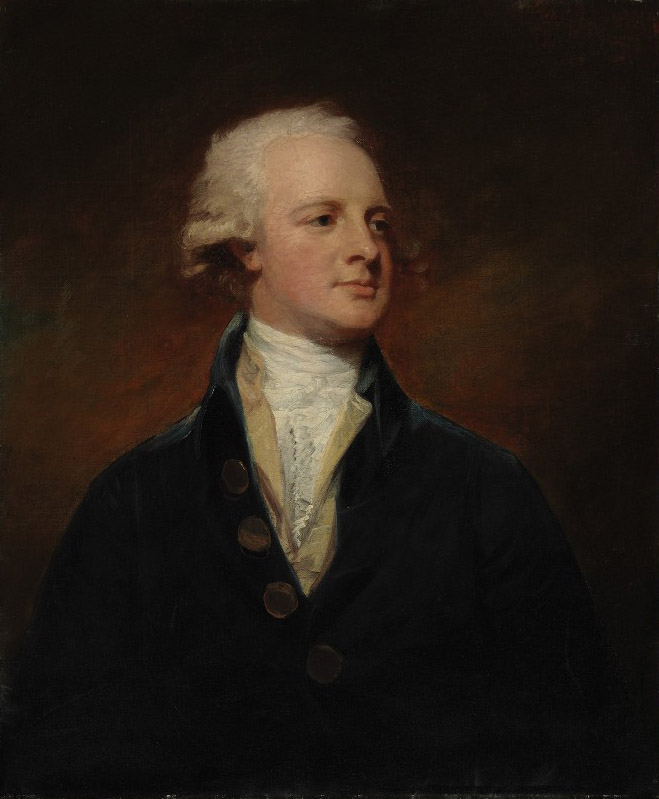
第2代準男爵アブラハム・ヒューム卿。ジョージ・ロムニー画。

大公はローマに移住する前にスペイン領ネーデルラントを通ったスウェーデン女王クリスティーナに絵画を与えたようである。1656年にアントウェルペンで作成されたクリスティーナのコレクションの目録に記載はないが、1662年または1663年にローマで作成された目録には記載されている。彼女の死後、絵画はクリスティーナのコレクションとともに、最終的に1721年にパリのオルレアン・コレクションに加わった。その後、絵画はほとんどのオルレアン・コレクションがそうであったようにフランス革命後にロンドンのコンソーシアムが購入し、1798年に第2代準男爵アブラハム・ヒューム卿に200ギニーという控えめな金額で売却された。価格はヒュームとその他の人間によって未完成であることを考慮されたものであるのは間違いないと思われる。ヒュームは『アクタイオンの死』を「卓越した絵画は決して完成しなかったが、とても美しい」と表現している。

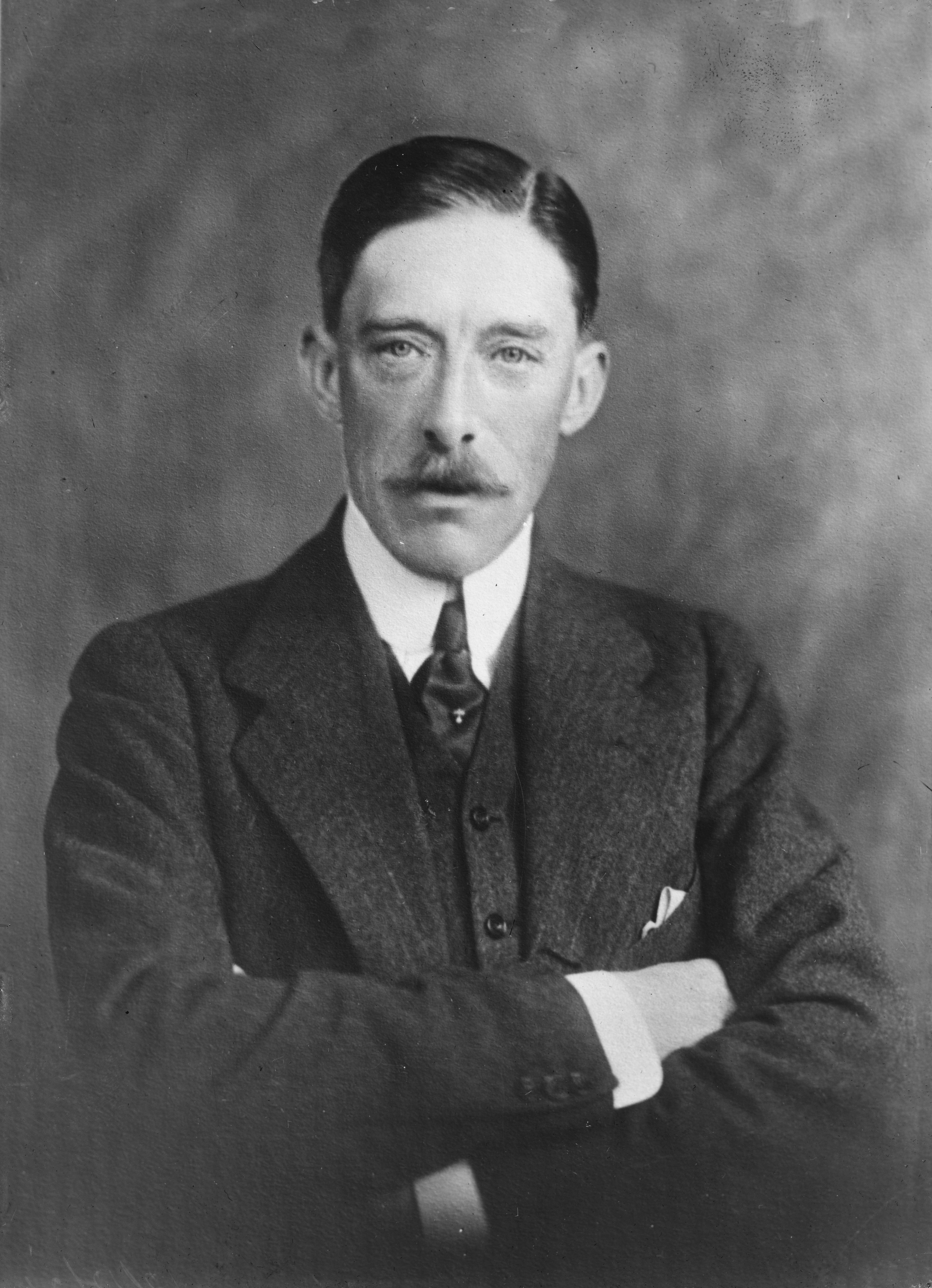
第6代ヘアウッド伯爵ヘンリー・ラッセルズ。

ヒュームは1829年に出版されたティツィアーノに関する最初のモノグラフの著者であり、「ヴェネツィアの芸術家による（または彼がそう信じていた）予備的なスケッチを特に高く評価していました」。彼のコレクションは1897年にナショナル・ギャラリーの受託者に任命された第3代ブラウンロー伯爵アデルバート・ブラウンロー・カストに相続された。1914年までにブラウンロー伯爵家はいくらかの現金を調達する必要があり、ナショナル・ギャラリーに絵画を5,000ポンドで、アンソニー・ヴァン・ダイクの肖像画を10,000ポンドで提供した。このときナショナル・ギャラリーはヴァン・ダイクの肖像画を購入したが、ティツィアーノの絵画は「クリスティーズで5ポンドでも売れない」と宣言した別の受託者アルフレッド・ド・ロスチャイルドが反対したために辞退した。購入に賛成した受託者はいたかもしれないが、ナショナル・ギャラリーへの遺贈を計画していたロスチャイルドは「難しい性格」ゆえに、もし購入が行われたなら辞任する可能性があった。1919年に『アクタイオンの死』は美術商のコルナギを介して、第6代ヘアウッド伯爵ヘンリー・ラッセルズ（当時はラッセルズ子爵）によって60,000ポンドで購入され、「ロスチャイルドの専門知識とブラウンローの気前の良さの優劣」を測った。
絵画はナショナル・ギャラリーに10年間貸与された1971年に、第7代ヘアウッド伯爵ジョージ・ラッセルズの受託者によって168万ポンドでクリスティーズで売却された。すると美術商のジュリアス・ワイツナー（Julius Weitzner）が購入し、ロサンゼルスのJ・ポール・ゲッティ美術館に1,763,000ポンドで迅速に転売した。しかし絵画を国外に持ち出すには輸出の許可が必要であり、芸術作品の輸出に関する審査委員会は、この価格に釣り合う英国の買い手に資金調達の時間を与えるために、輸出の許可を1年間延期した。絵画を購入してイギリスから絵画の流出を防ぐための1971年の一般に対する寄付の呼びかけは、ナショナル・ギャラリー館長のマーティン・デイヴィスの不熱心な熱意にもかかわらず、彼が収めた大きな成功の1つとなった。最終的に絵画は1972年に（カタログ番号NG6420として）ナショナル・ギャラリーの資金の1,000,000ポンドと、他の寄付に匹敵する特別な財務省の助成金で購入された。その中にはアート・ファンドの100,000ポンドとピルグリム・トラストの50,000ポンドが含まれ、残りは一般からの寄付によって調達された。

## ギャラリー
絵画は大公レオポルト・ヴィルヘルムのコレクションに属している間に、ダフィット・テニールスによって『ブリュッセルの画廊における大公レオポルト・ヴィルヘルム』と題したいくつかの絵画に描き込まれている。

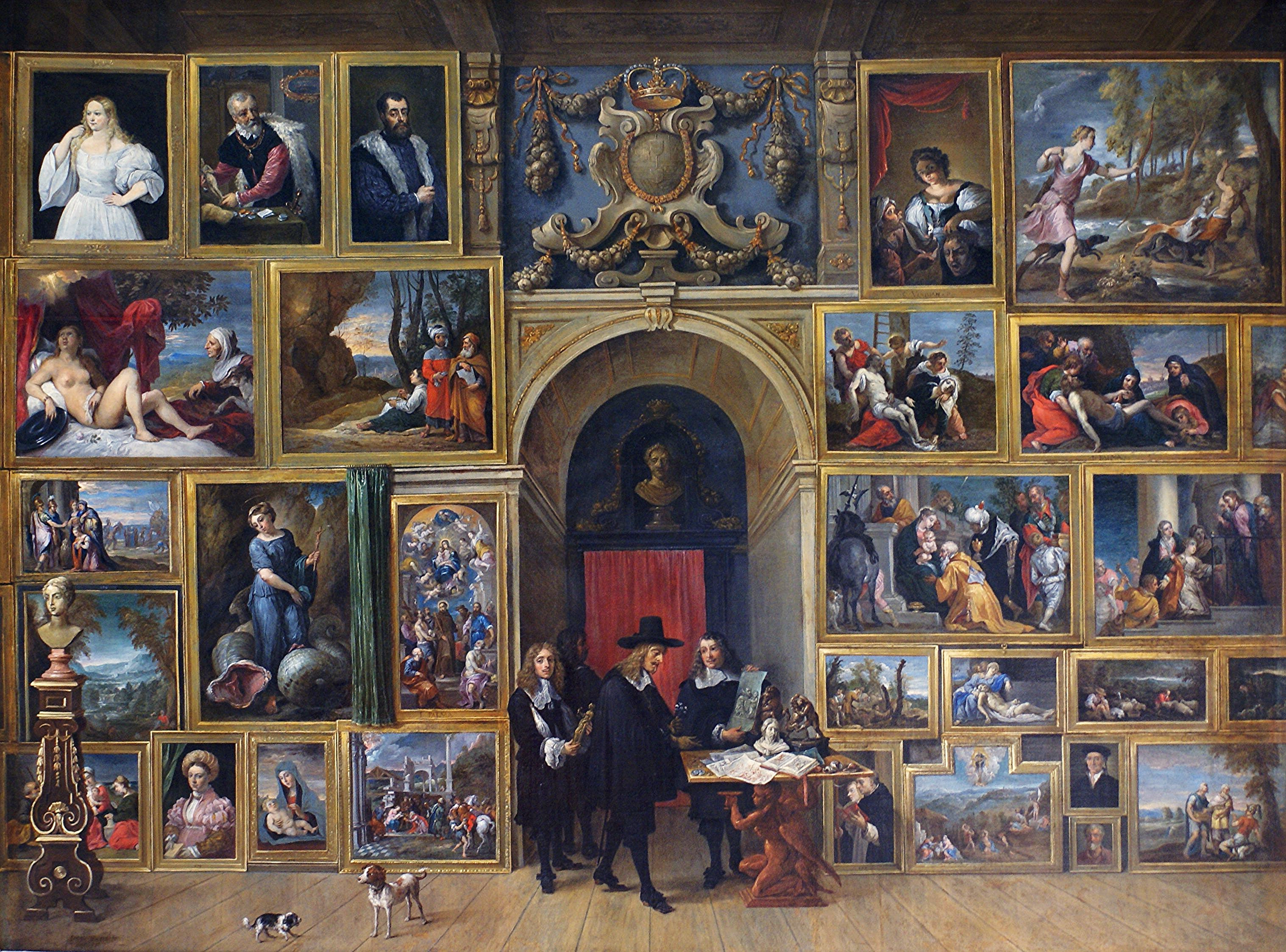
ダフィット・テニールス『ブリュッセルの画廊における大公レオポルト・ヴィルヘルム』1651年 ベルギー王立美術館所蔵
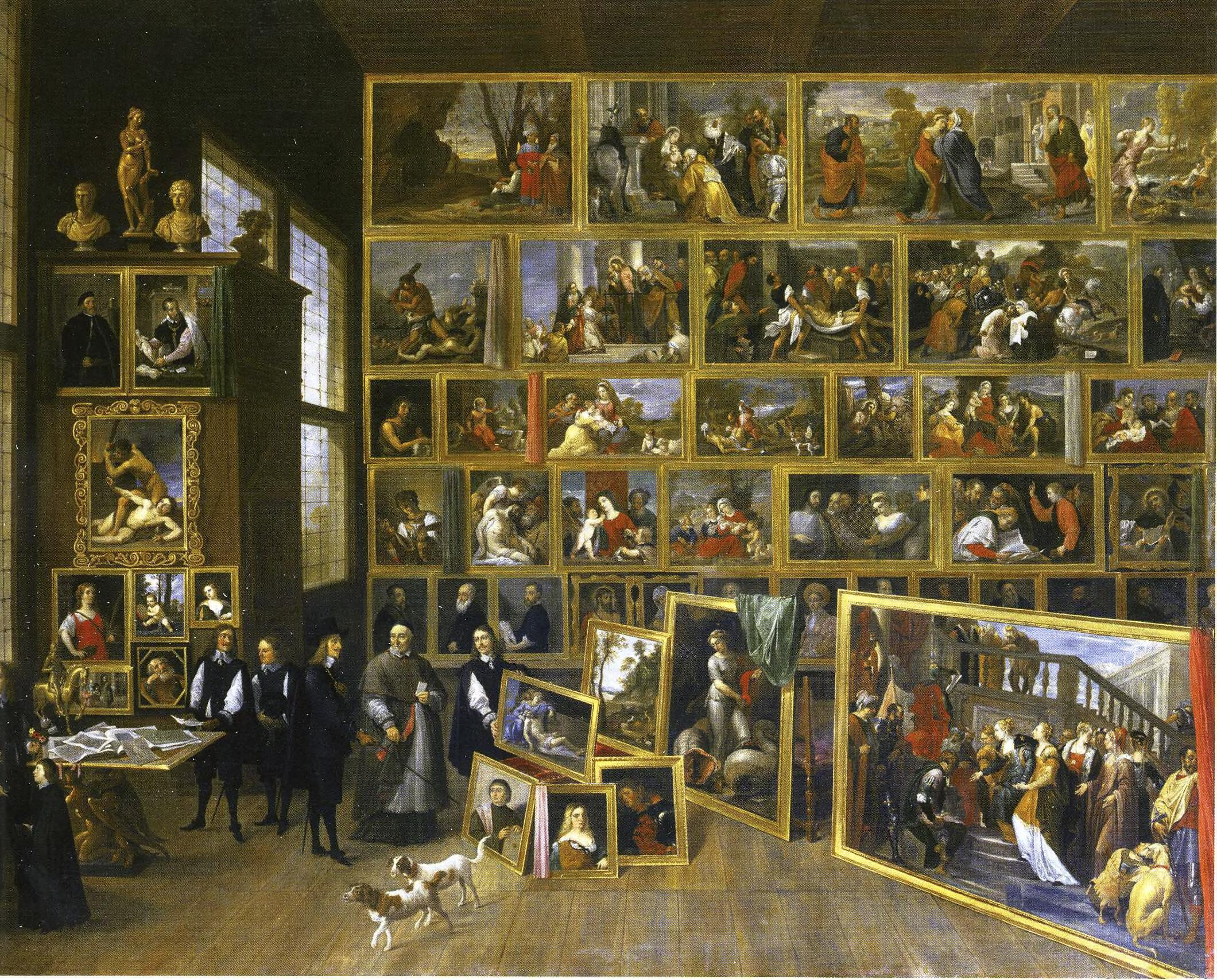
ダフィット・テニールス『ブリュッセルの画廊における大公レオポルト・ヴィルヘルム』1651年 ペトワース・ハウス（英語版）所蔵。
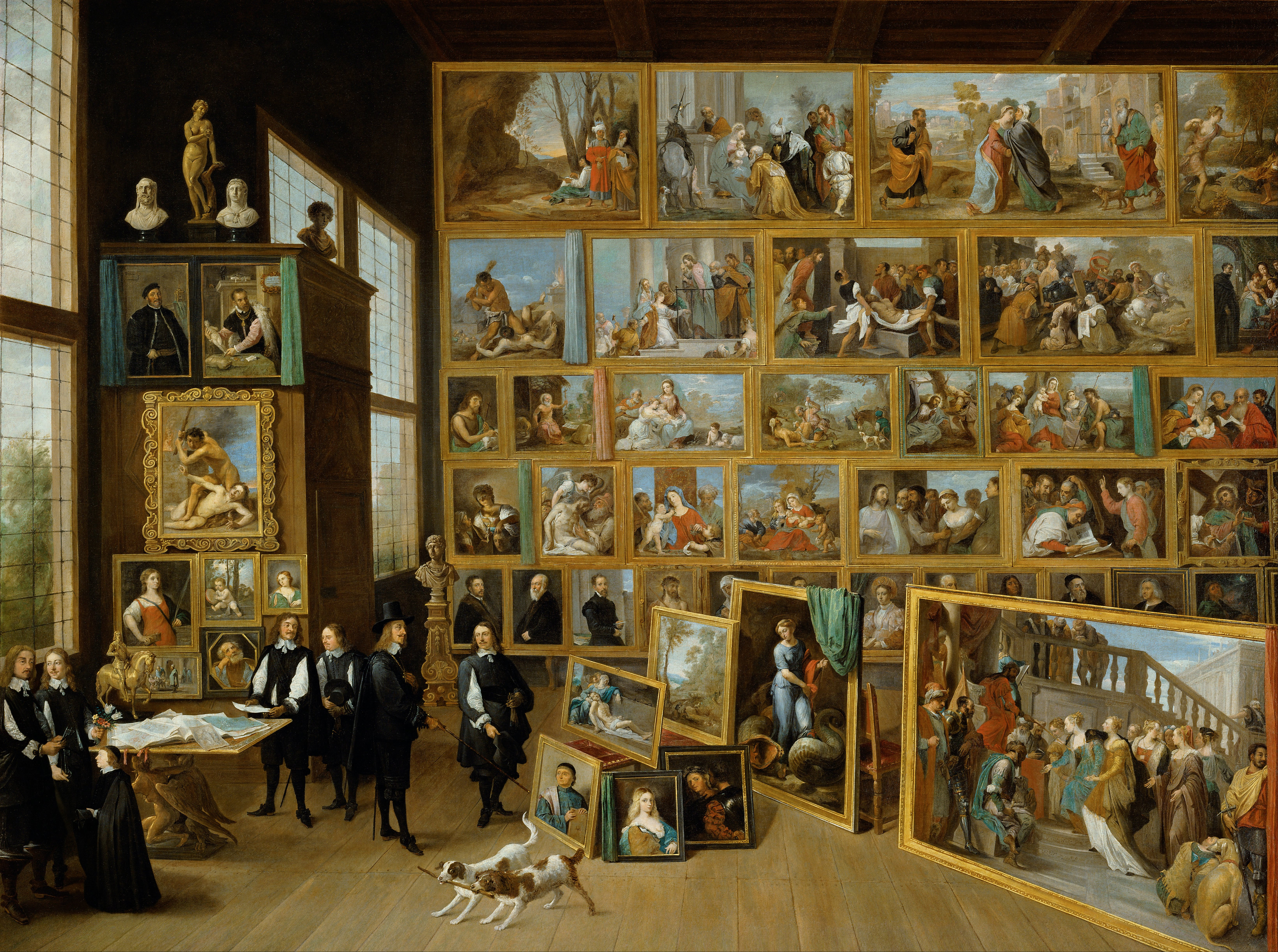
ダフィット・テニールス『ブリュッセルの画廊における大公レオポルト・ヴィルヘルム』1651年頃 美術史美術館所蔵

## 他の《ポエジア》
- 『ダナエ』 - 1553年にフェリペ2世に発送された。ウェリントン・コレクション（英語版）所蔵。ヴァリアント多数。
- 『ヴィーナスとアドニス』 - 1554年に発送された。プラド美術館所蔵。ヴァリアント多数。
- 『ペルセウスとアンドロメダ』1554年から1556年頃。ウォレス・コレクション所蔵
- 『ディアナとアクタイオン』 - ロンドンのナショナル・ギャラリーとエディンバラのスコットランド国立美術館の共同所有。
- 『ディアナとカリスト』 - 同じくロンドンのナショナル・ギャラリーとスコットランド国立美術館の共同所有。
- 『エウロペの略奪』 - 1560年から1561年頃。アメリカ合衆国の唯一の《ポエジア》。イザベラ・スチュワート・ガードナー美術館所蔵。

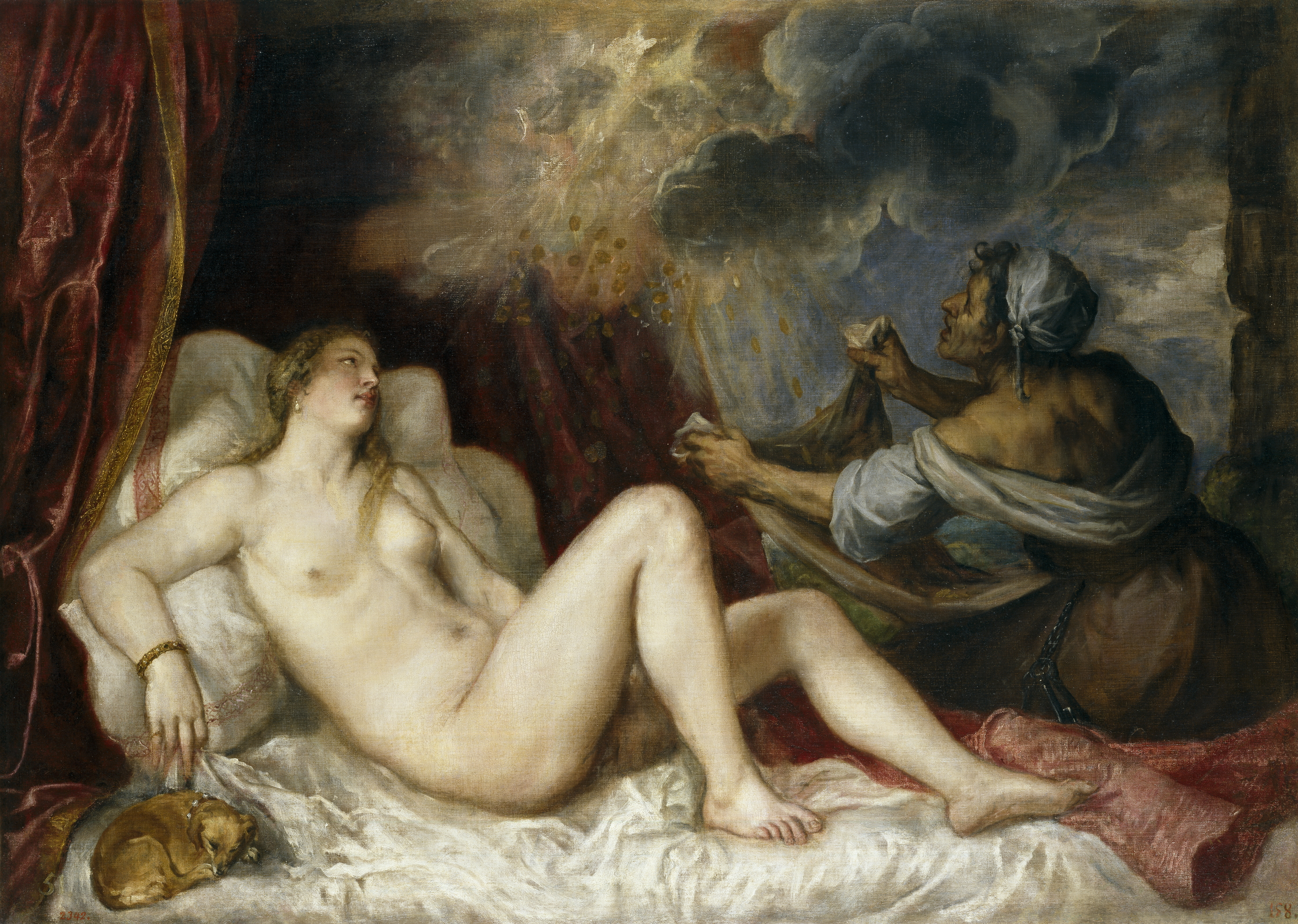
『ダナエ』
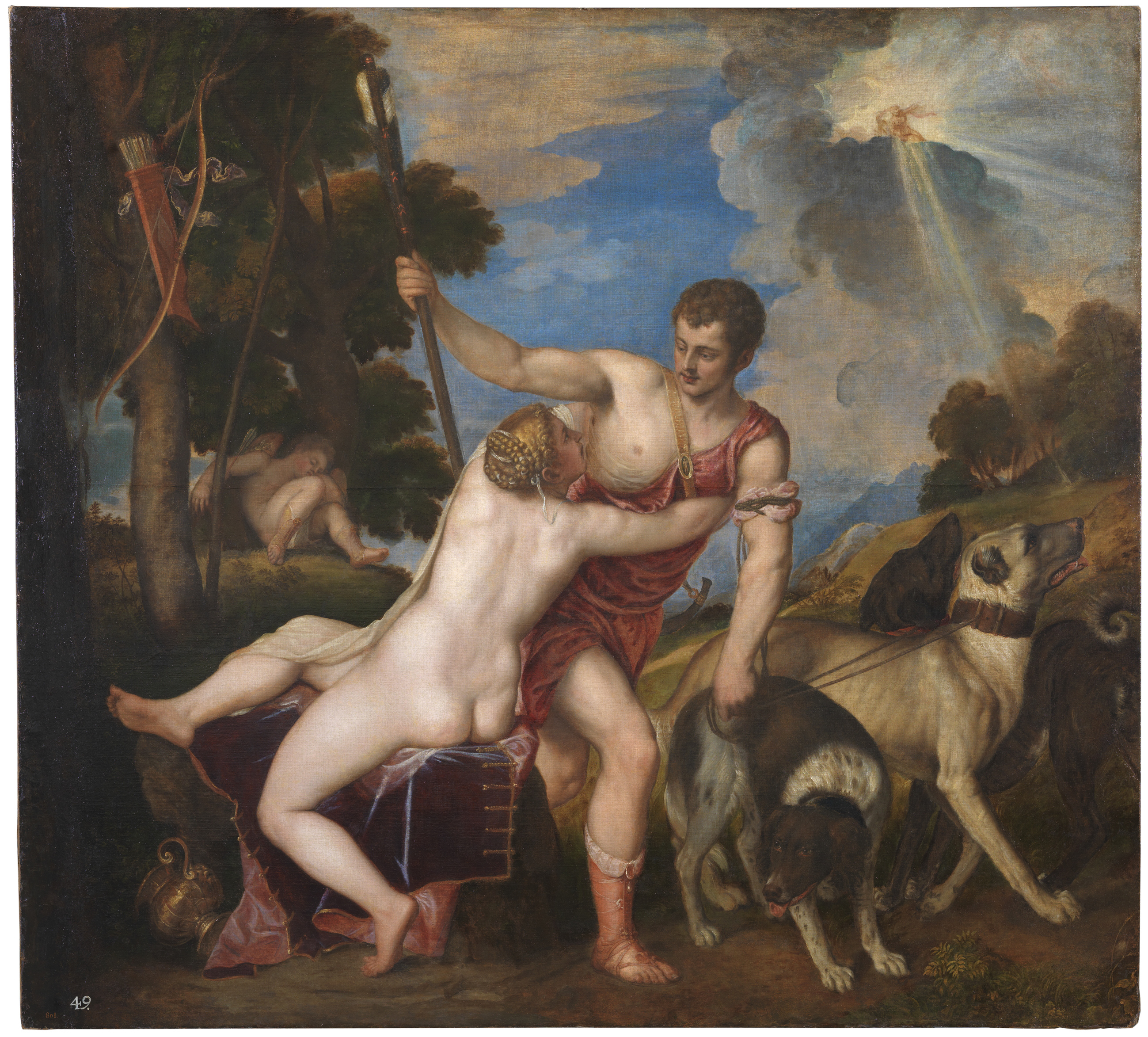
『ヴィーナスとアドニス』
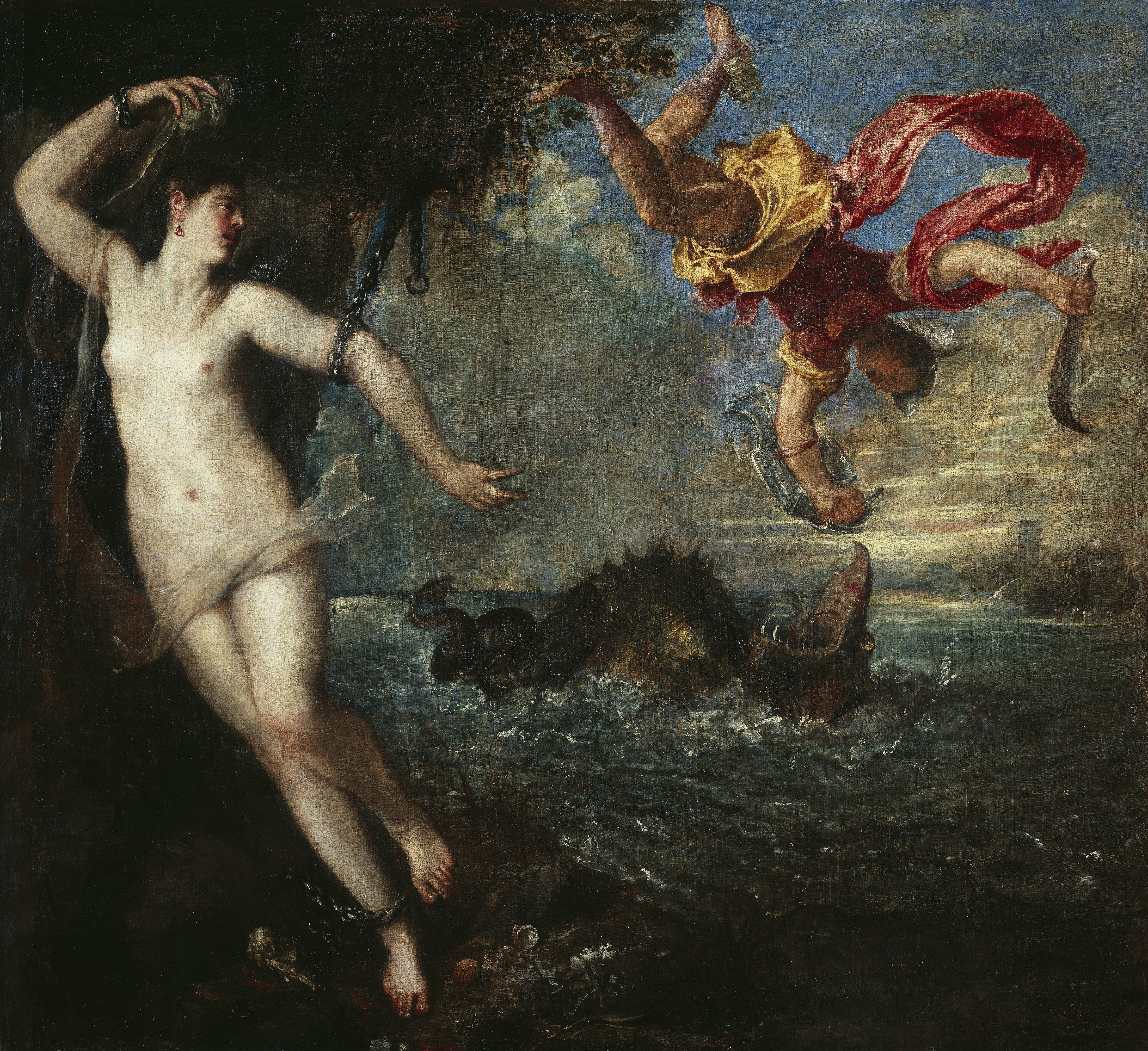
『ペルセウスとアンドロメダ』
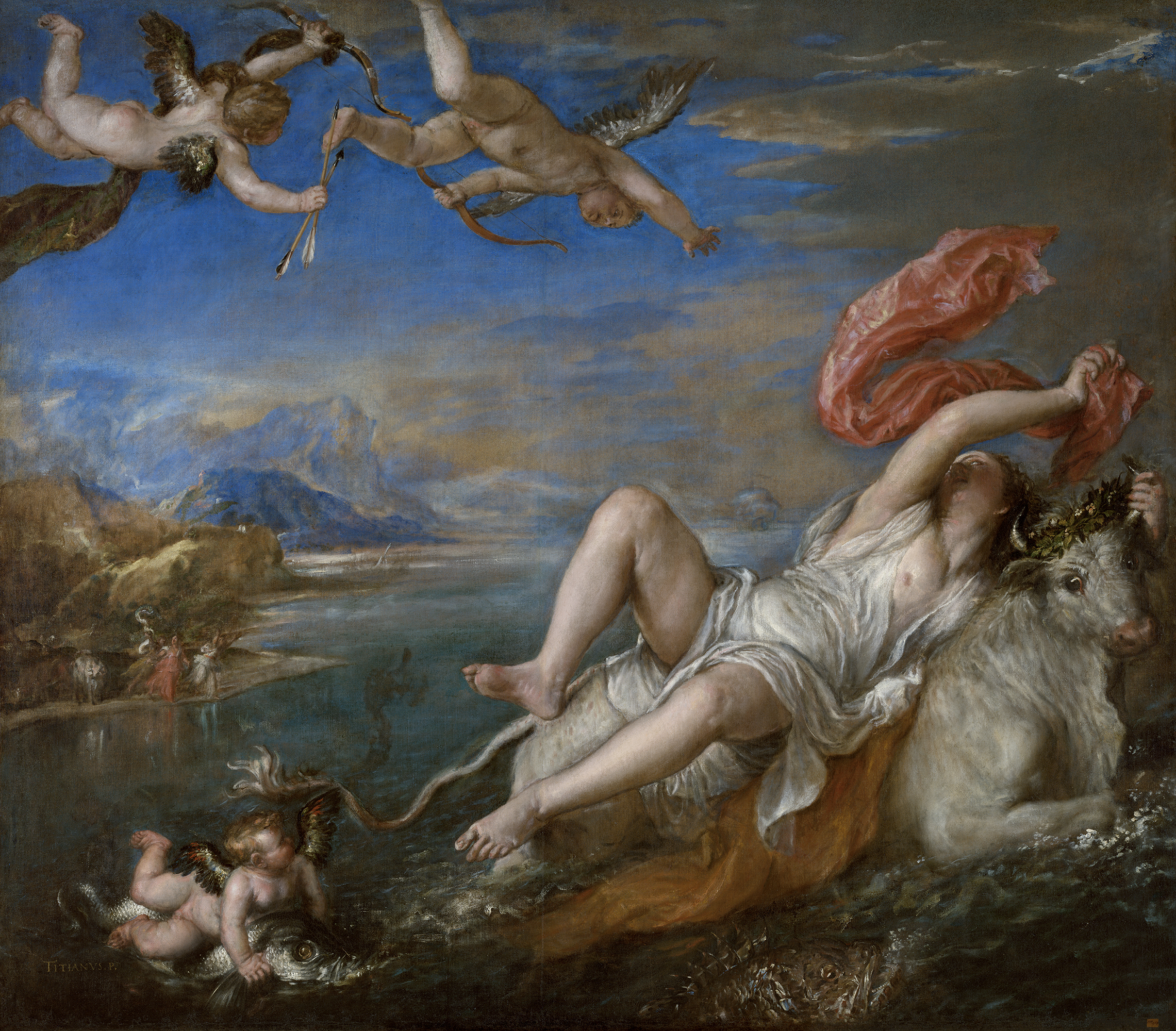
『エウロペの略奪』